# Бахилина, Наталия Борисовна
Ната́лия Бори́совна Бахи́лина (18 мая 1918, Пенза — 21 мая 2001, Москва) — советский и российский лингвист, лексикограф, специалист по истории русского языка. Доктор филологических наук (1977), сотрудник Института русского языка.

## Биография
Родилась в Пензе в семье служащих. Окончила с отличием среднюю школу.
В 1937 году поступила на филологический факультет МИФЛИ, к 1941 году успела окончить 4 курса. Слушала курсы А. М. Селищева, П. С. Кузнецова, Р. И. Аванесова, участвовала в деятельности Лингвистического кружка, который вёл Д. Н. Ушаков.
С 1942 по 1945 год работала в Пензе политредактором, а после — заместителем начальника Обллита.
Летом 1944 года была командирована Главлитом в Москву для обучения на Газетных курсах при ЦК ВКП(б), окончила их в январе 1945 года. Параллельно обучалась на V курсе заочного отделения филологического факультета МГУ, сдала экзамены в 1945 году.
По окончании МГУ вернулась в Пензу, где работала литсотрудником газеты «Сталинское знамя». В 1946—1948 гг. была ассистентом кафедры русского языка Пензенского ГПИ, где вела курсы исторической грамматики русского языка и введения в языкознание.
В октябре 1948 года Н. Б. Бахилина поступила в аспирантуру ИРЯ, в декабре 1952 года защитила кандидатскую диссертацию на тему «Мещёрские говоры на территории Пензенской области». Ещё будучи аспиранткой, в декабре 1951 года, была приглашена Р. И. Аванесовым на работу в Сектор истории русского языка и диалектологии института, работала над Атласом русских народных говоров (1951—1952), принимала участие в составлении Картотеки Словаря древнерусского языка XI—XIV вв. (1956—1958) — делала выборку лексического материала из Лаврентьевской летописи. В 1960-е годы участвовала в работе над Словарём русского языка XI—XVII вв., параллельно собирая материал для своей книги о цветообозначениях в истории русского языка.
В 1971 году при создании в институте Группы Словаря языка В. И. Ленина Н. Б. Бахилина участвует в составлении Проекта этого словаря.
В октябре 1977 года защитила докторскую диссертацию по изданной книге «История цветообозначений в русском языке».
С 1979 года работала в НИИПРЯНШ, составляла учебную программу по истории русского языка, подготовила спецкурс по исторической лексикологии.
С 1985 года ушла на пенсию.

## Основные публикации
- Бахилина Н. Б. Мещерские говоры в Пензенской области // Труды ИЯ АН СССР — Т. 7; Лексика. — М.: АН СССР, 1957.
- Бахилина Н. Б. История цветообозначений в русском языке. — М.: Наука, 1975. — 288 с.
- Бахилина Н. Б. Архаическая лексика в произведениях В. И. Ленина // Русская речь — № 2. — 1976. — С. 6—12.